# Pasiano di Pordenone
Pasiano di Pordenone – miejscowość i gmina we Włoszech, w regionie Friuli-Wenecja Julijska, w prowincji Pordenone.
Według danych na rok 2004 gminę zamieszkiwało 7419 osób, 164,9 os./km².